# Mirtals

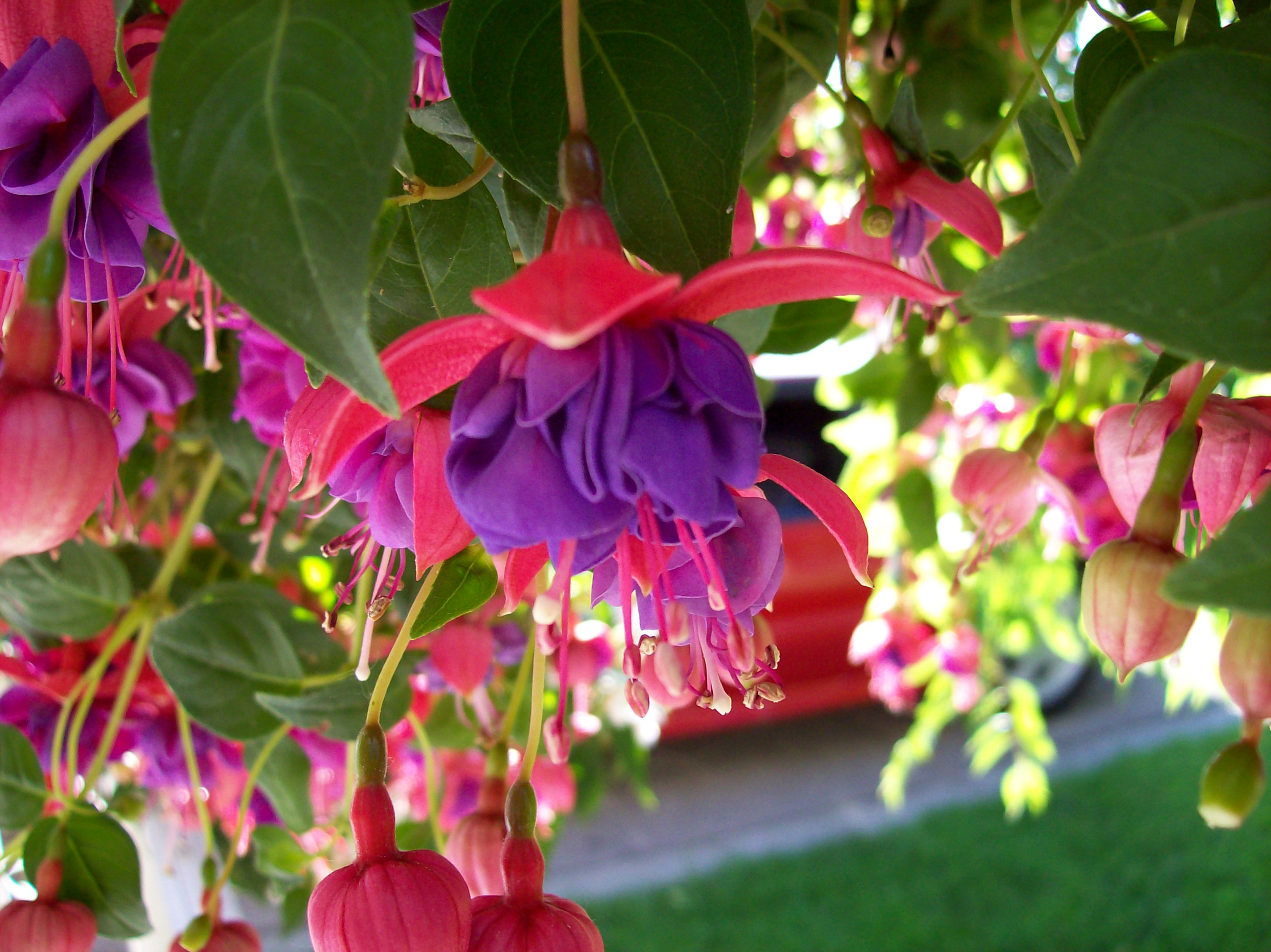
Flor i cabdells de fúcsia, de l'ordre dels Mirtals i de la família de les Onagràcies

Les mirtals són un ordre de plantes amb flor classificades com a germanes de les ròsides II, a partir de la publicació del genoma d'Eucalyptus grandis el juny de 2014.
Són plantes amb floema intern, cosa que és estranya en les Rosidae. Les mirtals tenen fulles simples, oposades, normalment senceres. Les flors són perígines o eígines amb pistil compost i placentació axial, algunes apical i molt poques parietal. Tenen poc o gens endosperma.

## Classificació
El sistema de classificació APG III de les angiospermes encara la situa dins dels euròsids. Aquesta troballa es corrobora amb la col·locació dels Mirtals al clade Malvid per la Iniciativa de les Mil Plnates Transcriptomes. Les famílies següents s'inclouen a partir de l'APG III:
- Alzateaceae SA Graham
- Combretàcies (Combretaceae) R. Br. (família leadwood)
- Crypteroniaceae A. DC.
- Litràcies (Lythraceae) J. St.-Hil. (família de la salicaria i la magrana)
- Melastomatàcies (Melastomataceae) Juss. (incloent Memecylaceae DC.)
- Mirtàcies[1] (Myrtaceae) Juss. (família murta; incloent Heteropyxidaceae Engl. & Gilg, Psiloxylaceae Croizat)
- Onagràcies (Onagraceae) Juss. (família de l'onagra i la fúcsia)
- Peneàcies (Penaeaceae) Sweet ex Guill. (incloent Oliniaceae Arn., Rhynchocalycaceae LAS Johnson i BG Briggs)
- Votxisiàcies (Vochysiaceae) A. St.-Hil.

El sistema Cronquist dona essencialment la mateixa composició, excepte que les Votxisiàcies s'eliminen a l'ordre dels Fabals i s'inclouen les Timeleàcies. Les famílies Sonneratiaceae, Trapaceae i Punicaceae s'eliminen de les Lythraceae. En el sistema de classificació de Dahlgren, els Mirtals estaven en el superordre Myrtiflorae (també anomenat Myrtanae). El sistema APG III coincideix amb les circumscripcions de Cronquist més antigues que tractaven les Psiloxylaceae i Heteropyxidaceae dins de Myrtaceae, i les Memecyclaceae dins de Melastomataceae.
Els ellagitanins es troben en angiospermes dicotiledones, i sobretot en espècies de l'ordre dels Mirtals.

## Orígens
La datació de les mirtals se situa entre 89 i 99 milions d'anys a la zona australàsia. No obstant això, hi ha certa controvèrsia sobre aquesta data, que es va obtenir mitjançant ADN nuclear. Quan s'observa l'ADN dels cloroplasts, es considera que l'avantpassat dels mirtals va evolucionar a mitjans del Cretaci al sud-est d'Àfrica, més que no pas a Australàsia. Tot i que el sistema APG classifica els mirtals a dins dels euròsids, el genoma publicat recentment d' Eucalyptus grandis situa l'ordre dels mirtals com a germana dels eurosids més que dins d'ells. Es creu que la discrepància va sorgir a causa de la diferència entre utilitzar nombrosos tàxons i utilitzar diversos gens per construir una filogènia.